# Modena Football Club 1951-1952
Questa voce raccoglie le informazioni riguardanti il Modena Football Club nelle competizioni ufficiali della stagione 1951-1952.

## Rosa
| N. |                   | Ruolo | Calciatore          |
| -- | ----------------- | ----- | ------------------- |
|    | Italia (bandiera) | A     | Carlo Barbieri      |
|    | Italia (bandiera) | C     | Silvano Bottecchi   |
|    | Italia (bandiera) | A     | Renato Brighenti    |
|    | Italia (bandiera) | A     | Sergio Brighenti    |
|    | Italia (bandiera) | D     | Renato Braglia      |
|    | Italia (bandiera) | A     | Giovanni Calveri    |
|    | Italia (bandiera) | C     | Pietro Chiappin     |
|    | Italia (bandiera) | C     | Enzo De Giovanni    |
|    | Italia (bandiera) | A     | Volturno Diotallevi |
|    | Italia (bandiera) | C     | Giuseppe Gaggiotti  |
|    | Italia (bandiera) | C     | Roberto Gardona     |
|    | Italia (bandiera) | A     | Gianfranco Gozzi    |
|    | Italia (bandiera) | C     | Eliseo Lodi         |

| N. |                   | Ruolo | Calciatore         |
| -- | ----------------- | ----- | ------------------ |
|    | Italia (bandiera) | A     | Michele Manenti    |
|    | Italia (bandiera) | A     | Marcello Marinelli |
|    | Italia (bandiera) | P     | Vittorio Masci     |
|    | Italia (bandiera) | D     | Nicola Monaco      |
|    | Italia (bandiera) | P     | Lucio Palmia       |
|    | Italia (bandiera) | C     | Adelmo Ponzoni     |
|    | Italia (bandiera) | A     | Antonio Posenato   |
|    | Italia (bandiera) | P     | Adriano Pozzolo    |
|    | Italia (bandiera) | D     | Angelo Ruffinoni   |
|    | Italia (bandiera) | D     | Gianni Seghedoni   |
|    | Italia (bandiera) | D     | Lino Sentimenti    |
|    | Italia (bandiera) | D     | Giuseppe Spezzani  |
|    | Italia (bandiera) | A     | Italo Zuccoli      |

## Risultati

### Campionato

#### Girone di andata
| 9 settembre 1951 1ª giornata | Vicenza | 2 – 0 | Modena |  |

| 16 settembre 1951 2ª giornata | Salernitana | 5 – 1 | Modena |  |

| 7 ottobre 1979 3ª giornata | Modena | 8 – 2 | Siracusa |  |

| 11 marzo 4ª giornata | Modena | 2 – 0 | Catania |  |

| 7 ottobre 1951 5ª giornata | Stabia | 1 – 1 | Modena |  |

| 14 ottobre 1951 6ª giornata | Modena | 0 – 2 | Roma |  |

| 21 ottobre 1951 7ª giornata | Pisa | 5 – 0 | Modena |  |

| 7 settembre 1997 8ª giornata | Modena | 0 – 0 | Verona |  |

| 4 novembre 1951 9ª giornata | Livorno | 0 – 0 | Modena |  |

| 18 novembre 1951 10ª giornata | Modena | 2 – 2 | Brescia |  |

| 2 dicembre 1951 11ª giornata | Marzotto Valdagno | 0 – 0 | Modena |  |

| 20 gennaio 1952 12ª giornata | Modena | 1 – 0 | Genoa |  |

| 16 dicembre 1951 13ª giornata | Reggiana | 5 – 2 | Modena |  |

| 14 dicembre 14ª giornata | Monza | 0 – 2 | Modena |  |

| 30 dicembre 1951 15ª giornata | Modena | 2 – 2 | Treviso |  |

| 6 gennaio 1952 16ª giornata | Modena | 1 – 1 | Piombino |  |

| 21 dicembre 1947 17ª giornata | Messina | 1 – 0 | Modena |  |

| 17 novembre 18ª giornata | Fanfulla | 2 – 1 | Modena |  |

| 21 settembre 1958 19ª giornata | Zenit Modena | 1 – 1 | Venezia |  |

#### Girone di ritorno
| 3 febbraio 1952 20ª giornata | Modena | 0 – 2 | Vicenza |  |

| 10 febbraio 1952 21ª giornata | Modena | 0 – 0 | Salernitana |  |

| 17 febbraio 1952 22ª giornata | Siracusa | 1 – 1 | Modena |  |

| 2 marzo 1952 23ª giornata | Catania | 1 – 1 | Modena |  |

| 9 marzo 1952 24ª giornata | Modena | 3 – 1 | Stabia |  |

| 16 marzo 1952 25ª giornata | Roma | 0 – 0 | Modena |  |

| 23 marzo 1952 26ª giornata | Modena | 3 – 1 | Pisa |  |

| 30 marzo 1952 27ª giornata | Verona | 1 – 0 | Modena |  |

| 6 aprile 1952 28ª giornata | Modena | 2 – 0 | Livorno |  |

| 13 aprile 1952 29ª giornata | Brescia | 0 – 0 | Modena |  |

| 20 aprile 1952 30ª giornata | Modena | 4 – 0 | Marzotto Valdagno |  |

| 27 aprile 1952 31ª giornata | Genoa | 0 – 2 | Modena |  |

| 4 maggio 1952 32ª giornata | Modena | 3 – 1 | Reggiana |  |

| 11 maggio 1952 33ª giornata | Modena | 1 – 1 | Monza |  |

| 25 maggio 1952 34ª giornata | Treviso | 3 – 1 | Modena |  |

| 1º giugno 1952 35ª giornata | Piombino | 0 – 1 | Modena |  |

| 8 giugno 1952 36ª giornata | Modena | 3 – 0 | Messina |  |

| 15 giugno 1952 37ª giornata | Modena | 2 – 2 | Fanfulla |  |

| 22 giugno 1952 38ª giornata | Venezia | 1 – 0 | Modena |  |

## Statistiche

### Statistiche di squadra
| Competizione | Punti | In casa | In casa | In casa | In casa | In casa | In casa | In trasferta | In trasferta | In trasferta | In trasferta | In trasferta | In trasferta | Totale | Totale | Totale | Totale | Totale | Totale | DR |
| Competizione | Punti | G       | V       | N       | P       | Gf      | Gs      | G            | V            | N            | P            | Gf           | Gs           | G      | V      | N      | P      | Gf     | Gs     | DR |
| ------------ | ----- | ------- | ------- | ------- | ------- | ------- | ------- | ------------ | ------------ | ------------ | ------------ | ------------ | ------------ | ------ | ------ | ------ | ------ | ------ | ------ | -- |
| Serie B      | 39    | 19      | 9       | 8       | 2       | 38      | 18      | 19           | 3            | 7            | 9            | 13           | 28           | 38     | 12     | 15     | 11     | 51     | 46     | +5 |

### Statistiche dei giocatori
| Giocatore      | Serie B  | Serie B |
| Giocatore      | Presenze | Reti    |
| -------------- | -------- | ------- |
| C. Barbieri    | 9        | 2       |
| S. Bottecchi   | 1        | 0       |
| R. Braglia     | 37       | 0       |
| R. Brighenti   | 26       | 15      |
| S. Brighenti   | 24       | 11      |
| G. Calveri     | 10       | 1       |
| P. Chiappin    | 26       | 0       |
| E. De Giovanni | 34       | 0       |
| V. Diotallevi  | 12       | 0       |
| G. Gaggiotti   | 16       | 5       |
| R. Gardona     | 1        | 0       |
| G. Gozzi       | 13       | 0       |
| E. Lodi        | 35       | 4       |
| M. Manenti     | 9        | 0       |
| M. Marinelli   | 2        | 0       |
| V. Masci       | 28       | -27     |
| N. Monaco      | 1        | 0       |
| L. Palmia      | 3        | -2      |
| A. Ponzoni     | 12       | 2       |
| A. Posenato    | 10       | 2       |
| A. Pozzolo     | 7        | -17     |
| A. Ruffinoni   | 25       | 6       |
| G. Seghedoni   | 15       | 0       |
| L. Sentimenti  | 22       | 3       |
| G. Spezzani    | 37       | 0       |
| I. Zuccoli     | 3        | 0       |